# روبن جيفرسون
روبن جيفرسون (18 أغسطس 1941 بكرايستشرش في نيوزيلندا - ) (بالإنجليزية: Robin Jefferson)‏ هو لاعب كريكت نيوزلندي.

## وصلات خارجية
- روبن جيفرسون على موقع إي آس بي آن كريك إنفو (الإنجليزية)